# گلاسکو (کانزاس)
گلاسکو (به انگلیسی: Glasco) شهری در ایالت کانزاس کشور ایالات متحده آمریکا است که جمعیت آن در سرشماری سال ۲۰۱۰ میلادی، ۴۹۸ نفر بوده‌است.